# Ареа П.И.П. (Лече)
Ареа П.И.П. (итал. Area P.I.P.) је насеље у Италији у округу Лече, региону Апулија.
Према процени из 2011. у насељу је живело 12 становника. Насеље се налази на надморској висини од 71 м.